# Басинский, Владимир Лукьянович
Влади́мир Лукья́нович Баси́нский (24 ноября 1919 — 19 декабря 1991) — советский военный лётчик, Герой Советского Союза, капитан. Уроженец современной Липецкой области.

## Биография
Владимир Лукьянович Басинский родился 24 ноября 1919 года в селе Двуречки в крестьянской семье. До призыва в армию работал на Новолипецком металлургическом заводе. Без отрыва от производства окончил Липецкий аэроклуб. В 1940 году призван в Красную Армию — сначала в стрелковую часть, затем откомандирован в военное лётное училище.
С июня 1943 года на фронте. Служил в 165-м гвардейском штурмовом авиационном полку 10-я гвардейская штурмовая авиационная дивизия, участвовал в битвах за Днепр (1943 год), на Кишинёвском направлении (1944 год), в боях над территориями Югославии, Румынии, Австрии, Венгрии. За время Великой Отечественной войны сделал 146 боевых вылетов.
18 августа 1945 года Басинскому присвоили звание Героя Советского Союза.
Награждён орденами Ленина, Красного Знамени (дважды), Отечественной войны 1-й степени, Красной Звезды, югославским орденом Партизанской Звезды, медалями.
После войны капитан Басинский продолжал службу в частях ВВС до выхода в отставку в 1957 году. Он вернулся в Липецк и работал начальником штаба гражданской обороны на Новолипецком металлургическом заводе.
Владимир Лукьянович Басинский умер в 19 декабря 1991 года.

## Награды
- Орден Ленина,
- Герой Советского Союза — Медаль «Золотая Звезда»
- Орден Красного Знамени
- Орден Красного Знамени
- Орден Отечественной войны 1-й степени,
- Орден Отечественной войны 1-й степени,
- Орден Красной Звезды,
- Орден Партизанской звезды 2-й степени (Югославия),
- медали.

## Память
- 26 апреля 1995 года его именем назвали одну из новых улиц в Липецке в поселке Матырском — улицу Басинского.